# Horst Egon Berkowitz
Horst Egon Berkowitz (* 16. Januar 1898 in Königsberg; † 13. Februar 1983 in Hannover) war ein deutscher Rechtsanwalt. Der Holocaust-Überlebende engagierte sich schon im April 1945 für den Wiederaufbau des Justizwesens in Hannover.

## Leben
Horst Egon Berkowitz war der Sohn des Kaufmanns David Berkowitz und dessen Ehefrau Ernestine aus jüdischer Familie sowie der Bruder von Harald und Gerhard Berkowitz. Die Familie zog 1902 nach Hannover, wo er auch aufwuchs.

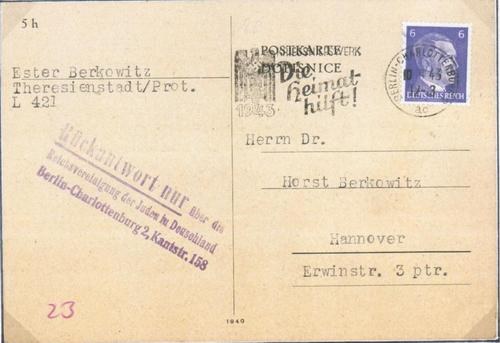
Maschinenbeschriebene Postkarte der Mutter Ester 1943 aus Theresienstadt an Horst Berkowitz in der Erwinstraße 3 in Hannover; mit Handstempel „Rückantwort nur über die Reichsvereinigung der Juden in Deutschland Berlin-Charlottenburg 2, Kantstr. 158“

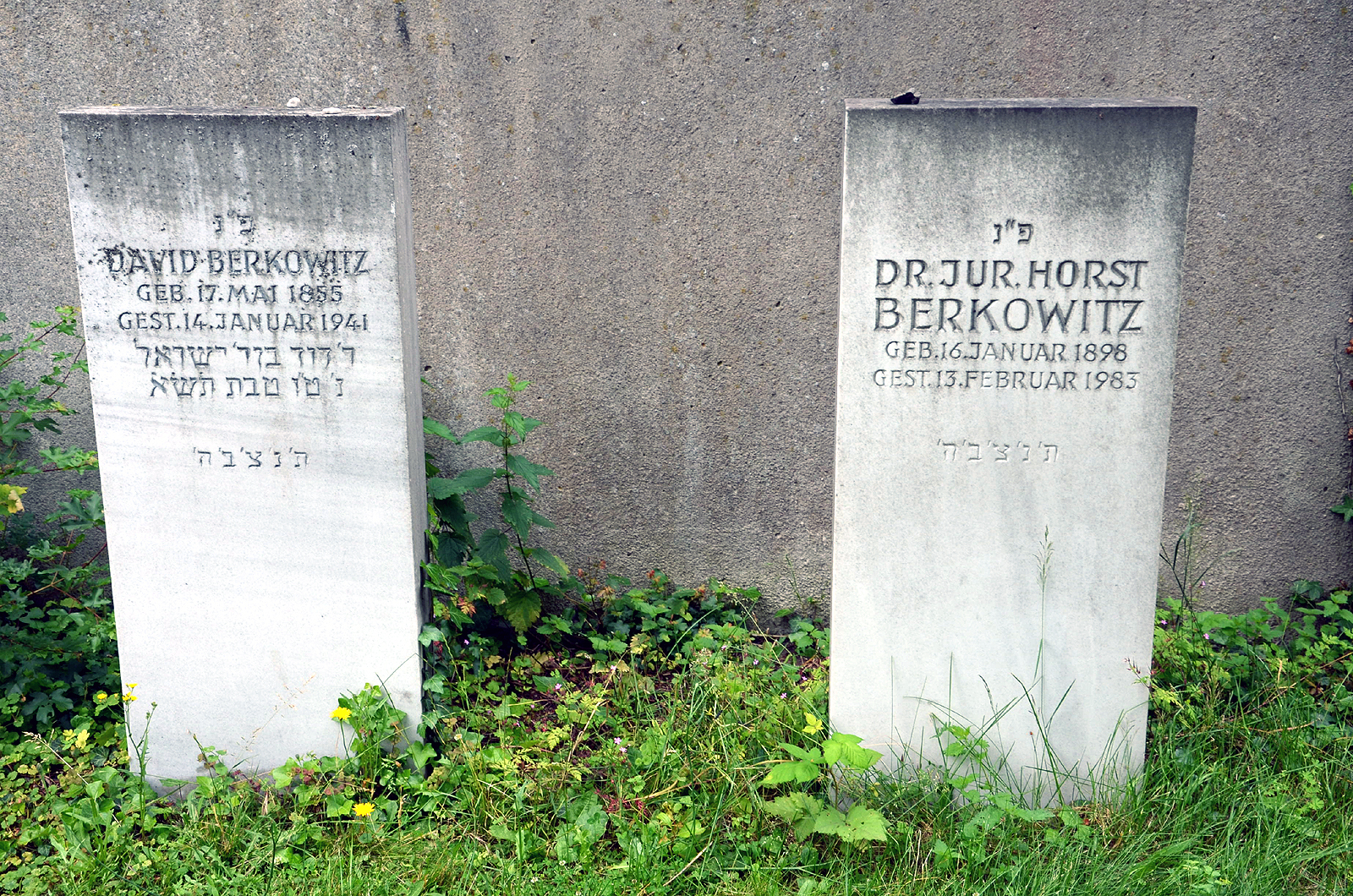
Grabsteine für David (17. Mai 1855 bis 14. Januar 1941) und Horst Berkowitz auf dem Jüdischen Friedhof Bothfeld in Hannover

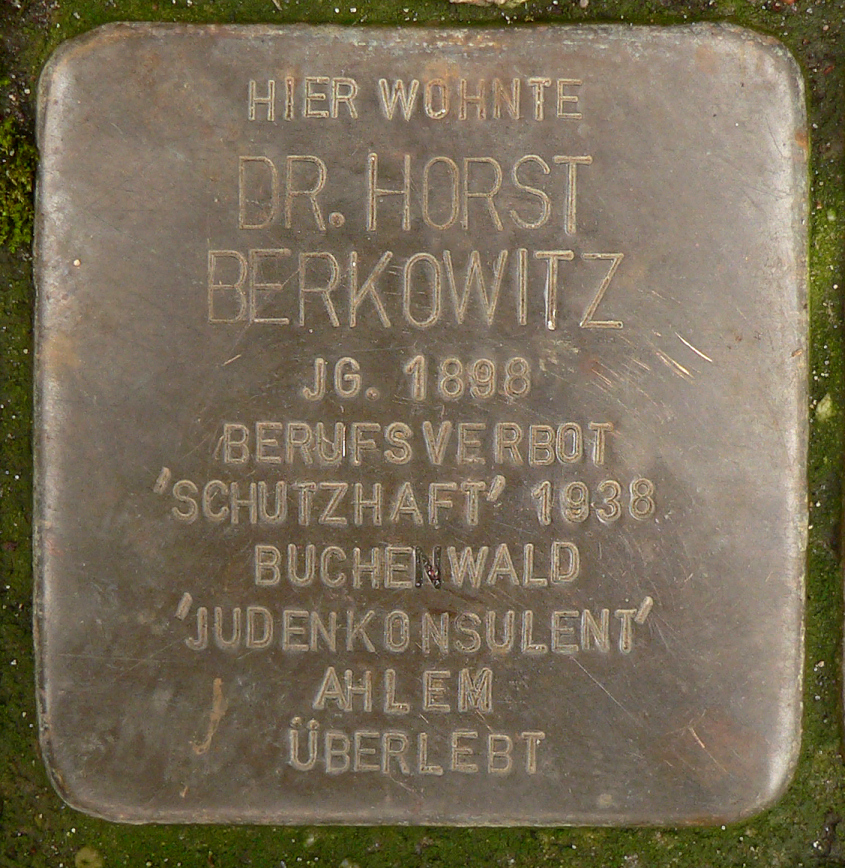
Stolperstein am Wohnsitz in der Erwinstraße 3 in Hannover

Horst Berkowitz besuchte ebenso wie sein Bruder Harald, die Leibnizschule und legte dort 1914 sein Notabitur ab. Er meldete sich sechzehnjährig als Freiwilliger für den Ersten Weltkrieg. Dort wurde er am 16. November 1915 am Chemin des Dames schwer verwundet, er verlor ein Auge, Teile des Gehörs und erlitt eine Gehbehinderung. Dafür wurde er mit dem Goldenen Verwundetenabzeichen ausgezeichnet.
Nach Aufenthalt in einem Lazarett begann Berkowitz im Juni 1916 sein Jurastudium an der Universität Göttingen und promovierte mit der Dissertation Ein Beitrag zur Interessenverteilung, zum Interessenkonflikte und zum Interessenausgleiche in der Lebensversicherung dort im Jahr 1919. Im März 1922 bestand Berkowitz das Assessorexamen und ließ sich am 26. April 1922 mit 24 Jahren als Rechtsanwalt und Juniorpartner in einer Dreiersozietät in Hannover nieder, nahm ab 1928 auch die Funktion eines Notars wahr.
Nach der Machtergreifung 1933 blieb Berkowitz anfangs – aufgrund seines Einsatzes im Ersten Weltkrieg – noch vom Berufsverbot für jüdische Juristen verschont, doch 1935 entzogen ihm die Nationalsozialisten sein Notariat. Seine beiden Sozien trennten sich bereits im Juni 1933 von ihm. Am Tag nach der sogenannten „Reichskristallnacht“ wurde er am 10. November 1938 schließlich verhaftet und in das Konzentrationslager Buchenwald verschleppt. Da er Träger des Goldenen Verwundetenabzeichens war, durfte er Buchenwald nach kurzer Zeit jedoch wieder verlassen. Er arbeitete zunächst als sogenannter „Konsulent“, als Rechtsvertreter in jüdischen Angelegenheiten. Im Dezember 1940 wurde er trotz seiner schweren Verwundungen arbeitsverpflichtet und musste sich täglich im KZ Ahlem melden.
Unterdessen wurden Berkowitz’ Bruder Gerhard und die Mutter Ernestine in den Jahren 1941/42 deportiert., die Mutter starb 1943 im Ghetto Theresienstadt an Hungertyphus.
Unmittelbar nach der Befreiung vom Nationalsozialismus in Hannover setzte sich Berkowitz schon im April 1945 für den Neubeginn des Justizwesens ein und wurde noch im selben Monat durch die britische Militärregierung wieder als Rechtsanwalt und Notar zugelassen. In den Wiederaufbaujahren arbeitete er außerdem im Wiederaufbau-Ausschuss der Stadt mit. Berkowitz gehörte zu den Gründungsmitgliedern des wieder gegründeten Rechtsanwaltsvereins Hannover, in dessen Vorstand er bis 1973 saß.
Berkowitz verkaufte 1975 seine Münzsammlung von ca. 37.000 Münzen der Sparkasse Hannover für einen sehr geringen Preis, diese wird Teil der Münzsammlung der Stadt Hannover, seit 2007 befindet sie sich im Besitz des Museums August Kestner. Seine umfangreiche Briefmarkensammlung wurde, wie von ihm testamentarisch verfügt, nach seinem Tode verkauft und der Erlös wohltätigen Zwecken in Israel zugeführt.
Horst Egon Berkowitz wurde auf dem Jüdischen Friedhof Bothfeld bestattet.

## Ehrungen
- Erster Weltkrieg: Goldenes Verwundetenabzeichen[3]
- 1961: Bundesverdienstkreuz Erster Klasse
- 1963: Niedersächsisches Verdienstkreuz Erster Klasse
- 1976: Stadtplakette Hannover
- 1979: Ehrenmitglied des Deutschen Anwaltsvereins
- 1983: Stolperstein in Hannover, Erwinstraße 3